# Bois de Vincennes
Bois de Vincennes, Vincennesskogen, är den största parken i Paris (före Bois de Boulogne) med sina 995 hektar.  Parken är belägen i östra Paris i det 12:e arrondissementet och ligger i närheten av Slottet i Vincennes. I parken finns även bland annat djurparken Paris Zoological Park.
Parken Bois de Vincennes skapades mellan åren 1855 och 1866 av Napoleon III och skänktes till staden Paris.

Bois de Vincennes